# Велка Хмелиштна
Велка Хмелиштна (чеш. Velká Chmelištná) је насељено мјесто са административним статусом сеоске општине (чеш. obec) у округу Раковњик, у Средњочешком крају, Чешка Република.

## Становништво
Према подацима о броју становника из 2014. године насеље је имало 67 становника.